# Le Jeu des hirondelles : Mourir, partir, revenir
Le Jeu des hirondelles : mourir, partir, revenir est une bande dessinée autobiographique en noir et blanc de la Libanaise Zeina Abirached, publiée en 2007 chez Cambourakis. 

## Résumé
L'histoire, autobiographique, se déroule dans les années 1980 à Beyrouth Est, près de la ligne verte, la ligne de démarcation qui séparait l'est et l'ouest de la capitale libanaise durant la guerre civile du Liban. Plus précisément, le récit correspond à une nuit d’attente, dans l’entrée de son appartement avec les voisins, à guetter avec angoisse le retour des parents, bloqués chez la grand-mère par des bombardements.

## Prix et distinctions
- Sélection officielle du Festival d'Angoulême 2008[4]
- Sélection du Prix Artémisia 2008[5]

### Documentation
- Jacqueline Jondot, [Beyrouth] Catharsis. Mourir, Partir, Revenir ; Le jeu des hirondelles, Zaina Abirached, 2006-2007. In: Horizons Maghrébins - Le droit à la mémoire, N°57, 2007. Créations palestiniennes. pp. 192-193. Lire en ligne (Persée).
- Carla Calargé et Alexandra Gueydan-Turek, « La guerre du Liban à/et l’écran des souvenirs dans : Le Jeu des hirondelles et Je me souviens. Beyrouth de Zeina AbiRached », French Cultural Studies (en), vol. 25, no 2,‎ 2014, p. 202-220 (DOI 10.1177/0957155814520908).
- (en) Emma Monroy, « Creating Space: Zeina Abirached's Mourir partir revenir: Le jeu des hirondelles », Contemporary French and Francophone Studies, vol. 20, nos 4-5,‎ 2016, p. 581-598 (DOI 10.1080/17409292.2016.1216064).